# Шишкарёв, Михаил Николаевич
Михаил Николаевич Шишкарёв (1900—1963) — генерал-майор МВД СССР, участник Гражданской, Великой Отечественной и советско-японской войн.

## Биография
Родился в 1900 году в городе Москве в семье рабочего.
Трудовую деятельность начал в 10 лет посыльным, затем был чернорабочим на московском заводе «ГУЖОН».
В августе 1918 года добровольцем вступил в Рабоче-крестьянскую Красную армию. В 1919 году окончил Чугуевские пехотные курсы, в 1920 году — Вольские пулемётно-командные курсы. Участвовал в боях Гражданской войны на фронте Донбасс — Харьков, а также на Кубани.
С 1922 года — на службе в пограничных войсках ОГПУ СССР. В 1924 году окончил Высшую пограничную школу ОГПУ. В 1927-1930 годах служил в этой же школе, был помощником её начальника, затем исполняющим должность начальника основного курса. В 1933 году окончил Военную академию им. М. В. Фрунзе.
В 1930-е годы Шишкарёв служил в 60-м Камчатском морском пограничном отряде, был заместителем его начальника, начальником штаба, а с февраля 1938 года — начальником отряда. В июле-августе 1938 года временно возглавлял Управление НКВД СССР по Камчатской области.
В мае 1939 года Шишкарёв был переведён в Москву, в центральный аппарат НКВД СССР, где возглавил один из отделов Главного управления пограничных войск. Здесь ему было присвоено звание сначала комбрига, а затем генерал-майора. В период битвы за Москву находился в столице, продолжая работать в Наркомате. Участвовал в формировании 15 стрелковых дивизий НКВД для Красной армии. В августе 1942 года направлен в Закавказье на должность начальника Армянского пограничного округа НКВД СССР. С августа 1944 года возглавлял Забайкальский пограничный округ. Участвовал в советско-японской войне, будучи заместителем по охране тыла командующего Забайкальским фронтом.
В послевоенное время Шишкарёв продолжал службу на высоких должностях в системе Министерства внутренних дел СССР. В 1946-1951 годах он возглавлял Управление МВД СССР по Приморскому краю, в 1951-1953 годах — Управление МВД СССР по Свердловской области. В марте 1953 года был назначен заместителем начальника Управления Рабоче-Крестьянской Милиции Москвы Управления МВД СССР по Московской области, однако пять месяцев спустя вновь возглавил Управление МВД СССР по Свердловской области.
Скончался после тяжелой и продолжительной болезни 17 ноября 1963 года. Похоронен на Широкореченском кладбище Екатеринбурга.

## Награды
- Орден Ленина (1945);
- 3 ордена Красного Знамени (1943, 3 ноября 1944 года, 1951);
- Орден Кутузова 2-й степени (8 сентября 1945 года);
- 3 ордена Красной Звезды (1936, 1940, 1952);
- Медали «За оборону Москвы», «За оборону Кавказа» и другие.